# Elma
För andra betydelser, se Elma (olika betydelser).

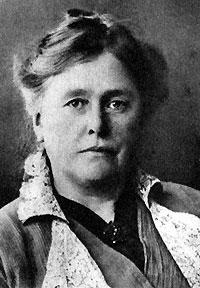
Elma Danielsson cirka 1900.

Elma är en sammandragning av namnen Elisabet och Maria. Det kan även vara en kortform av Vilhelmina och Elmira. Det äldsta belägget i Sverige är från år 1820.
Den 31 december 2014 fanns det totalt 1 816 kvinnor folkbokförda i Sverige med namnet Elma, varav 1 338 bar det som tilltalsnamn.
Namnsdag: saknas (1986-2000: 28 mars). I den finlandssvenska namnsdagslängden har Elma namnsdag 12 februari sedan starten 1929, då en egen namnsdagskalender togs i bruk för finlandssvenskar.

## Personer med namnet Elma
- Elma Danielsson, svensk politiker (s) och journalist
- Elma Oijens, svensk skulptör
- Elma Ström, svensk operasångerska och skådespelare